# Hardip Bassi
Hardip Singh Bassi (ur. 30 października 1981) – australijski zapaśnik walczący w stylu wolnym. Zajął piętnaste miejsce na mistrzostwach świata w 2003. Brązowy medalista mistrzostw Oceanii w 2007. Mistrz Oceanii juniorów w 1997 roku.